# Vệ Quốc Trưởng Công chúa
Vệ Quốc Trưởng Công chúa Lê thị (tháng 10 năm 1439-?) là một Công chúa nhà Lê sơ,con gái cả vua Lê Thái Tông.Bà được lưu truyền trong dã sử về hôn lễ xa hoa khi mới 10 tuổi làm chấn động cả nước lúc bấy giờ.

## Những năm đầu đời
Vệ Quốc Trưởng Công chúa Lê Thị Ngọc Đường sinh tháng 10 âm lịch năm 1439 tại Đông Kinh con gái cả của vua Lê Thái Tông,mẹ là Dương Thị Bí, người Thanh Hoa (Thanh Hoá) đương thịnh sủng.Từ nhỏ Công chúa đã bị câm.Bà Dương thị sau phạm tội truất làm thứ dân,Lê Nghi Dân cũng bị phế bỏ ngôi vị Thái tử. Vị trí Thái tử sau đó thuộc về Hoàng tam tử Lê Bang Cơ-con của Thần phi Nguyễn Thị Anh.

## Cuộc hôn nhân chấn động
Theo lệ cũ,Công chúa 16 tuổi mới tính đến chuyện lấy chồng.Tuy nhiên Vệ Quốc Công chúa là ngoại lệ khi mới 10 tuổi đã được ban hôn với Lê Quát-con trai Lê Thụ.vào năm Mậu Thìn (1448); sách Đại Việt sử ký toàn thư cho biết như sau:
| “ | “Tháng 11, đem chị cả của vua là Vệ Quốc Trưởng Công chúa gả xuống cho Lê Quát là con trai của quan Thái úy Lê Thụ. Bấy giờ, Công chúa mới lên mười, mắc chứng câm không nói được. Vua xuống chiếu giao cho quan Tư khấu là Trịnh [Lê] Khắc Phục làm chủ hôn”. | ” |

Trong sách Khâm định Việt sử thông giám cương mục có đoạn chép tương tự: 
| “ | “Tháng 11, mùa đông. Gả Vệ quốc trưởng công chúa cho Lê Quát. Quát là con Thái úy Lê Thụ. Công chúa mới lên mười. Nhà vua hạ chiếu cho Tư khấu Lê Khắc Phục đứng chủ trương về việc hôn nhân” | ” |

Hôn lễ của Vệ Quốc trưởng Công chúa là sự kiện khiến triều thần nhà Hậu Lê và dân chúng chấn động. Theo sách sử, hiếm có một lễ cưới của công chúa nào lại có ảnh hưởng lớn đến xã hội đương thời như lễ cưới của bà.

Theo quy định trong Hội điển, hôn lễ của công chúa phải có 6 lễ đi cưới do Khâm Thiên giám chọn, tổ chức trong 6 ngày khác nhau, mỗi lễ có vật phẩm riêng như: trầu cau, rượu, trâu bò, vàng bạc,… Và để đám cưới cho cho con trai trở nên hoàng tránh, tướng Lê Thụ đã sai người đi mua sắm rất nhiều. Quan lại ở Thăng Long cũng đua nhau mua lễ phẩm đến mừng khiến các mặt hàng nhất là gấm lụa trở nên khan hiếm:
| “                         | “Khi ấy, Lê Thụ lo sắm lễ cưới, những kẻ ưa cầu cạnh hay tin liền tranh nhau đem nạp của cải để mong được hưởng phú quý. Gấm thêu, lĩnh, là, vóc, lụa... đang bày bán ngoài phố đều bị chúng tranh mua hết cả.Lê Thụ còn bắt quan lại ở khắp các trấn, lộ phải sắm đủ trâu, bò và các thứ lễ vật khác. Các quan địa phương cũng muốn lấy lòng Lê Thụ nên bắt quân lính và nhân dân đóng góp rất nhiều.Đài quan lúc ấy là Hanh Phát dâng sớ tâu. Lê Thụ cởi mũ để tạ tội, nhưng lệnh đã trót gửi đi khắp nơi rồi nên các quan địa phương vẫn đưa lễ vật tới nhà Lê Thụ. Lê Thụ không từ chối mà Hanh Phát cũng không nói đến nữa. Sau đó, Hanh Phát cũng mang lễ vật đến nhà Lê Thụ lạy tạ. Kẻ thức giả đều lấy đó mà chê bai”, | ” |
| — Đại Việt sử ký toàn thư | |   |

Về chuyện chỉ vì một lễ cưới của công chúa câm khiến dân chúng cả nước chấn động, Việt sử giai thoại bàn: 
| “ | “Con gái thứ dân mà mắc bệnh câm thì ôm phận cô đơn suốt đời là điều không sao tránh khỏi nhưng là công chúa, số phận của Vệ Quốc khác hẳn: Chẳng những làm dâu quan Thái úy mà còn làm dâu ngay khi mới lên 10. Thái úy Lê Thụ chắc chẳng mong con mình lấy vợ câm, con trai của Lê Thụ chắc càng không mong hơn nữa. Nhưng cơ may vơ vét của cải khắp thiên hạ bỗng dưng mà đến, kẻ tham lam như Lê Thụ chẳng thể bỏ qua”. | ” |

Sau đám cưới của con trai với Công chúa,uy tín của Lê Thụ giảm sút nghiêm trọng. Ông bị bắt giam vào ngục tù vì tội để con trai làm bùa yểm đất cát. Năm 1456, ông được tha tội, cho phục chức thái úy. Năm 1459, vua Lê Nhân Tông và Tuyên Từ Thái hậu bị anh trai cùng mẹ của bà là Lê Nghi Dân sát hại, cướp ngôi. Lúc này Lê Thụ cùng một số đại thần lập mưu lật đổ Nghi Dân nhưng không thành, bị xử tử.Sau này xảy ra chính biến phế truất Lê Nghi Dân,Hoàng tứ tử Lê Tư Thành lên ngôi-tức vua Lê Thánh Tông.Sử sách không còn đề cập đến Công chúa,bà mất khi nào không rõ.